# Any Colour You Like
"Any Colour You Like" (en español, Cualquier color que quieras) es la octava canción compuesta por David Gilmour, Nick Mason y Richard Wright, grabada y publicado por la banda de rock progresivo Pink Floyd, lanzado el 1 de marzo de 1973, como parte del álbum The Dark Side of the Moon. La canción es totalmente instrumental, tiene una duración de 3:25 minutos.

## Grabación
La grabación duró cerca de 3 meses; y, según los músicos, fue un poco difícil por los cambios de tonos y por los efectos. Fue entre los meses de octubre de 1972 a enero de 1973. En ella se reflejan el complejo uso de sintetizadores, de los cuales Wright hace uso, y el característico tono progresivo que tiene Pink Floyd y que demuestra en el álbum.

### Género
En esta pieza confluyen diferentes clases de rock progresivo y de rock espacial, que en ciertos momentos se mezclan, y hace que el oyente encuentre diferentes atmósferas psicodélicas.